# Tieto
Tietoevry é a maior empresa de software de TI e prestação de serviços de engenharia de produto e de TI da Finlândia e dos países Nórdicos, foi fundada em 1968 e sua sede global na cidade de Helsinque.
Fundada em 1968 com o nome de Tietotehdas Oy e em 1999 a empresa se fundiu com a Enator e passou a se chamar TietoEnator, a partir de 1 de dezembro de 2008 a empresa passou a usar uma nova marca Tieto.
Em dezembro de 2015 a empresa possuía em torno de 13.000 empregados em 20 países e sendo que 28% deles estão localizados na Finlândia, 19% na Suécia, 17% na Índia, 15% na República Checa, 5% na Letônia, e os vários outros estão espalhados pelo resto das nações e 28% dos funcionários em todo o mundo são mulheres.

## Atuação da Empresa
A companhia fornece serviços de consultoria e integração de sistemas, serviços de desenvolvimento de aplicações, como plataforma de desenvolvimento de serviços, consultoria de desenvolvimento, extensão do ciclo de vida, e suíte~ de aplicativos; serviços de gestão de aplicações; e de negócios e serviços de TI, incluindo a co-criação, gestão de informação empresarial, indústria e empresas de consultoria, projeto e gerenciamento de programas. A empresa também fornece serviços de processos de negócios, como a troca de informações de negócios e serviços do sistema de transporte inteligentes; e aplicações empresariais, incluindo soluções integradas da SAP, serviços de integração, planejamento de recursos empresariais e personalização, valorização, integração e serviços de gestão.

## Maiores Acionistas
Em 31 de dezembro de 2015 os 10 maiores acionistas da companhia eram:
| Posição | Acionista                                  | Número de Ações | Participação Total | País de Origem do Acionista |
| ------- | ------------------------------------------ | --------------- | ------------------ | --------------------------- |
| 1       | Cevian Capital                             | 11.073.614      | 15.0%              | Suécia                      |
| 2       | Solidium Oy                                | 7.415.418       | 10.0%              | Finlândia                   |
| 3       | Silchester International Investors LLP     | 7.401.027       | 10.0%              | Reino Unido                 |
| 4       | Swedbank                                   | 1.703.347       | 2.3%               | Suécia                      |
| 5       | Ilmarinen Mutual Pension Insurance Co.     | 1.358.840       | 1.8%               | Finlândia                   |
| 6       | The State Pension Fund                     | 823.000         | 1.1%               | Finlândia                   |
| 7       | Varma Mutual Pension Insurance Co.         | 793.488         | 1.1%               | Finlândia                   |
| 8       | Evli Funds                                 | 736.357         | 1.0%               | Finlândia                   |
| 9       | Nordea                                     | 570.500         | 0.8%               | Suécia                      |
| 10      | Svenska litteratursällskapet i Finland r.f | 541.345         | 0.7%               | Finlândia                   |